# 上里奧諾沃
19°03′21″S 41°01′01″W / 19.05583°S 41.01694°W
上里奧諾沃（葡萄牙語：Alto Rio Novo），是巴西的城鎮，位於該國東南部，由聖埃斯皮里圖州負責管轄，始建於1988年5月11日，面積228平方公里，海拔高度550米，2014年人口7,888，人口密度每平方公里34.64人。